# 算術入門
『算術入門』（さんじゅつにゅうもん、古代ギリシャ語: Ἀριθμητικὴ εἰσαγωγή, ラテン文字転写: Arithmetike eisagoge）は、ニコマコスによる数学関係の現存する唯一の著作である。哲学的な内容と基礎的な数学のアイデアの両方を含む。ニコマコスはしばしばプラトンの言葉を引用し、哲学は数学を十分知った者だけに可能となると書いている。またニコマコスは、自然数や基礎的な数学のアイデアがいかに永続的で不変か、また抽象的な領域にあるかについて書いている。それぞれ23章、29章を含む2巻からなっている。

## 版
- Nicomachus of Gerasa Introduction to arithmetic, translated into English by Martin Luther D'Ooge; with studies in Greek arithmetic by Frank Egleston Robbins and Louis Charles Karpinski, University of Michigan studies (London: Macmillan, 1926).
- Nicomachus of Gerasa Introduction to arithmetic, translated into English by Martin Luther D'Ooge; with studies in Greek arithmetic by Frank Egleston Robbins and Louis Charles Karpinski (London: Johnson Reprint Corp., 1972).